# Real Audiencia de Lima
La Audiencia y Cancillería Real de Lima o la Audiencia y Cancillería Real de la Ciudad de los Reyes fue el más alto tribunal de apelaciones de la Corona española en la provincia de Lima del Virreinato del Perú. 

## Historia
La Real Audiencia de Lima fue creada el 20 de noviembre de 1542 junto con el Virreinato del Perú, por el emperador Carlos I y establecida en 1543 extinguiendo e incorporando parte del territorio de la Real Audiencia de Panamá.

... ordenamos y mandamos que en las provincias o reinos del Perú resida un visorey y una abdiencia real de cuatro oidores letrados, y el dicho visorey presida en la dicha abdiencia, la cual residirá en la Ciudad de los Reyes, por ser en la parte más convenible, porque de aquí adelante no ha de haber Abdiencia en Panamá.

El 4 de septiembre de 1559 fue creada la Real Audiencia de Charcas con parte del territorio de la Audiencia de Lima, por lo que el virrey conde de Nieva señaló el territorio originario de la primera el 20 de mayo de 1561: "la dicha ciudad de La Plata con más de cien leguas de tierra alrededor por cada parte".
El rey Felipe II amplió la jurisdicción de Charcas a expensas de la de Lima el 29 de agosto de 1563 con la incorporación de la gobernación del Tucumán, Juríes y Diaguitas, la gobernación de Santa Cruz de la Sierra (esta última formada por las ex gobernaciones de Andrés Manso y Ñuflo de Chaves), la provincia de Moxos y Chunchos y las tierras que llegaban hasta la ciudad del Cuzco con sus términos (corregimientos dependientes). En 1566 se le segregaron los territorios de la gobernación del Río de la Plata y del Paraguay, agregándolos a Charcas.
El rey Felipe II dictó el 29 de agosto de 1563, en Guadalajara, una real cédula por la que se creaba la Real Audiencia de Quito con territorios desgajados de la Lima. Fue inaugurada el 18 de septiembre de 1564.
La ciudad del Cuzco y sus dependencias fue reintegrada a la jurisdicción de la Audiencia de Lima, estableciéndose que Charcas conservara el territorio "desde el Collao hacia la Ciudad de La Plata".

Declaramos y mandamos que la dicha ciudad del Cuzco con su término y jurisdicción haya de estar y esté sujeta y debajo de la jurisdicción de la audiencia real de la dicha ciudad de los Reyes, como lo estaba antes (...)

El 26 de mayo de 1573 se deslindó el territorio del Collao entre las dos audiencias:

(...) declarando como declaramos que del dicho Collao hacia la ciudad de La Plata comience desde el pueblo de Ayoviri que es el de la encomienda de Juan Pancorvo, por el camino de Urcosuyo y desde el pueblo de Asilo, que es de la encomienda de Jerónimo de Castilla por el camino de Omasuyos y por el camino de Arequipa desde Atuncana que es de la encomienda de Carlos Inca, hacia la parte de los Charcas.

La Recopilación de Leyes de Indias del 18 de mayo de 1680, en la Ley V (Audiencia y Chancilleria Real de Lima en el Perú) del Título XV (De las Audiencias y Chancillerias Reales de las Indias) del Libro II, señala los límites y los funcionarios de esta Audiencia:

En la Ciudad de los Reyes Lima, Cabeça de las Provincias del Perú, resida otra nuestra Audiencia y Chancilleria Real, con vn Virrey, Governador y Capitan General y Lugar-Teniente nuestro, que sea Presidente: ocho Oidores: quatro Alcaldes del Crimen, y dos Fiscales: vno de los Civil, y otro de lo Criminal: vn Alguazil mayor, vn Teniente de Gran Chanciller: y los demás Ministros y Oficiales necessarios: y tenga por distrito la Costa, que hay desde la dicha Ciudad, hasta el Reyno de Chile exclusivé, y hasta el Puerto de Payta inclusivé: y por la tierra adentro á San Miguel de Piura, Caxamarca, Chachapoyas, Moyobamba, y los Motilones, inclusivé, y hasta el Collao, exclusivé, por los terminos, que se señalan á la Real Audiencia de la Plata, y la Ciudad del Cuzco con los suyos, inclusive, partiendo terminos por el Septentrion con la Real Audiencia de Quito: por el Mediodia con la de la Plata: por el Poniente por la Mar del Sur: y por el Levante con Provincias no descubiertas, según les están señalados, y con la declaracion, que se contiene en la ley 14 de este titulo.

En la Ley XV (Que el Corregidor de Arica, aunque sea del distrito de la Audiencia de Lima, cumpla los mandamientos de la de los Charcas) del mismo libro y título, se establece una dependencia especial para el corregimiento de Arica:

Mandamos, que sin embargo de que la Ciudad y Puerto de Arica sea y esté en el distrito de la Real Audiencia de los Reyes, el Corregidor, que es, ó fuere de ella, cumpla los mandamientos de la Real Audiencia de los Charcas, y reciva y encamine, como se le ordenare, las personas que enviare desterradas. Y ordenamos á nuestra Audiencia de los Charcas, que no cumpliendo el Corregidor lo sobredicho, haga justicia.

La Ley XXXXVJ del mismo libro y título que las anteriores, recoge la real cédula del emperador Carlos I del 19 de marzo de 1550, mandando: "Que la Audiencia de Lima en vacante de Virrey govierne los distritos de las de los Charcas, Quito y Tierrafirme".
Por la orden del 27 de mayo de 1717 que creó el Virreinato de Nueva Granada se mandó suprimir nuevamente la Real Audiencia de Panamá e incorporarla a Lima:

... y pasando asimismo á la ciudad de Panamá, extinga y suprima también la Audiencia que allí hay, en inteligencia de que el territorio y jurisdicción comprendido en ella, desde luégo agregó al Virrey, Audiencia y tribunal de cuentas de Lima, (...) Fecha en Segovia á 27 de mayo de 1717.- Yo el Rey.

Debido a problemas económicos en Tierra Firme el 20 de junio de 1751 la Corona ordenó la extinción definitiva de la Real Audiencia de Panamá, pasando su jurisdicción a la de Lima, aunque el 19 de julio de 1751 otra real cédula ordenó pasar esa jurisdicción del territorio a la Audiencia de Santafé.
El 28 de marzo de 1768 el virrey del Perú separó al gobierno de Chiloé de la jurisdicción del capitán general de Chile y de la Real Audiencia de Santiago, lo cual fue confirmado por el rey el 15 de octubre de 1768:

(...) separar, al ménos por ahora, i con dependencia de la aprobacion de S. M., la jurisdiccion temporal de aquella isla i sus adyacencias de la capitania jeneral de Chile i real audiencia de Santiago; (...) Como virrei i capitan jeneral de los reinos del Perú i Chile, mando en nombre de S. M. que la espresada provincia, sus castillos, islas, plazas i fortalezas, por ahora i mientras duraren las operaciones que se van a emprender para su fortificacion, mejor servicio del rei i beneficio de dichos naturales, queden sujetas a esta capitania jeneral i en lo politico a esta real audiencia, adonde podren interponer los recursos que permiten las leyes.

Al tiempo de la creación del Virreinato del Río de la Plata en 1776, la jurisdicción de la Real Audiencia de Lima abarcaba 48 corregimientos, cada uno de los cuales dependía de una de las cinco tenencias de gobierno de las ciudades de Lima, Trujillo, Arequipa, Huamanga y Cuzco. 
- Dependían de la tenencia de gobierno de Lima los corregimientos de: Cercado de Lima, Chancay, Ica, Cañete, Tarma, Huanuco, Huaylas, Conchucos, Cajatambo, Huamalíes, Jauja, Huarochiri, Canta, Yauyos y Santa.
- Dependían de la de Trujillo los corregimientos de: Trujillo, Cajamarca, Cajamarquilla o Pataz, Chachapoyas, Luya y Chillaos, Saña o Lambayeque y Piura.
- Dependían de la de Arequipa los corregimientos de: Arequipa, Condesuyos, Caylloma, Camaná, Moquegua y Anca.
- Dependían de la de Huamanga los corregimientos de: Huamanga, Huancavelica, Angaraes, Castrovirreyna, Lucanas, Vilcashuaman, Huanta y Parinacochas.
- Dependían de la del Cuzco los corregimientos de: Cuzco, Quispicanchis, Canas y Canchis o Tinta, Abancay, Chumbivilcas, Calca y Lares, Andahuaylas, Cotobambas, Aymaraes, Chilques y Masques o Paruro, Paucartambo y Urubamba (los de Lampa, Azángaro y Carabaya estaban en la jurisdicción de la Real Audiencia de Charcas).[5]

En 1821, debido a que el general José de San Martín se apoderó de Lima, la intendencia de Arequipa fue agregada a la jurisdicción de la Real Audiencia del Cuzco, permaneciendo hasta el final del virreinato en 1825.
La Real Audiencia de Lima fue reemplazada por la «Cámara de Apelaciones» creada por José de San Martín en 1821 antecesora de la "Corte superior del Norte" creada por Simón Bolívar y actual Corte Superior de Justicia de La Libertad.